# 2006年亚洲运动会
第十五届亚洲运动会於2006年12月1日至15日在卡塔爾首都多哈進行，会期为15天。这是西亞国家继伊朗后第二次举办亚运会，也是亞運會誕生以來首次在阿拉伯国家舉行。这届亚运会同時是有史以来规模最大的一届。
本屆亞運會共有45個國家和地區的9,520名運動員參與39比賽項目的競爭，伊拉克闊別20年後重返亞運會。
由於阿拉伯半島夏季炙熱（高溫超過攝氏40度），幾乎所有在卡達（如：2022年世界盃足球賽）及鄰近的巴林（如：巴林大獎賽）的主要比賽都在11月至次年3月舉行。然而一向干旱少雨的多哈在本届亚运会期间遭遇42年不遇的大雨，导致多起意外发生。

## 申辦過程
多哈是在2000年11月12日在上屆亞運舉辦地韩国釜山击败吉隆坡、香港和印度新德里等竞争城市获得本届亚运会主办权的。正式投票前，香港被視為最熱門的城市，吉隆坡則為次熱門。然而在次輪投票過程中，西亞國家聯結起來一致選擇多哈，令多哈獲得過半數一共22票而直接勝出。
香港電影《麥兜故事》中，亦有將这次申辦改編成動畫加入其中，以動畫人物麥兜表達香港人對香港申辦失敗的失望心情。
| 2006年亞洲運動會申辦結果 | 2006年亞洲運動會申辦結果 | 2006年亞洲運動會申辦結果 | 2006年亞洲運動會申辦結果 |
| 城市                     | 國家/地區                | 第一輪投票               | 第二輪投票               |
| ------------------------ | ------------------------ | ------------------------ | ------------------------ |
| 多哈                     |                          | 20                       | 22                       |
| 吉隆坡                   | 马来西亚                 | 13                       | 13                       |
| 香港                     | 中國香港                 | 6                        | 6                        |
| 新德里                   | 印度                     | 2                        | −                        |

## 比賽項目
| - 游泳 - 跳水 - 水球 - 花樣游泳 - 射箭 - 田徑 - 羽毛球 - 棒球 - 籃球 - 撞球 - 斯諾克 - 英式桌球 - 健美 - 保齡球 - 拳擊 | - 獨木舟&皮艇 - 西洋棋 - 自行車 - 馬術 - 擊劍 - 曲棍球 - 足球 - 高爾夫球 - 體操 - 手球 | - 柔道 - 卡巴迪 - 空手道 - 賽艇 - 橄欖球 - 帆船 - 藤球 - 射擊 - 壘球 - 軟式網球 | - 壁球 - 乒乓球 - 跆拳道 - 網球 - 鐵人三項 - 排球 - 沙灘排球 - 舉重 - 角力 - 武術 |

## 參賽國家及地區
本屆的亞運會中，所有亞洲奧委會的成員也有參與，以下為45個參賽國家及地區，括號中的數字為該參賽國家或地區代表團所派出的運動員數目：

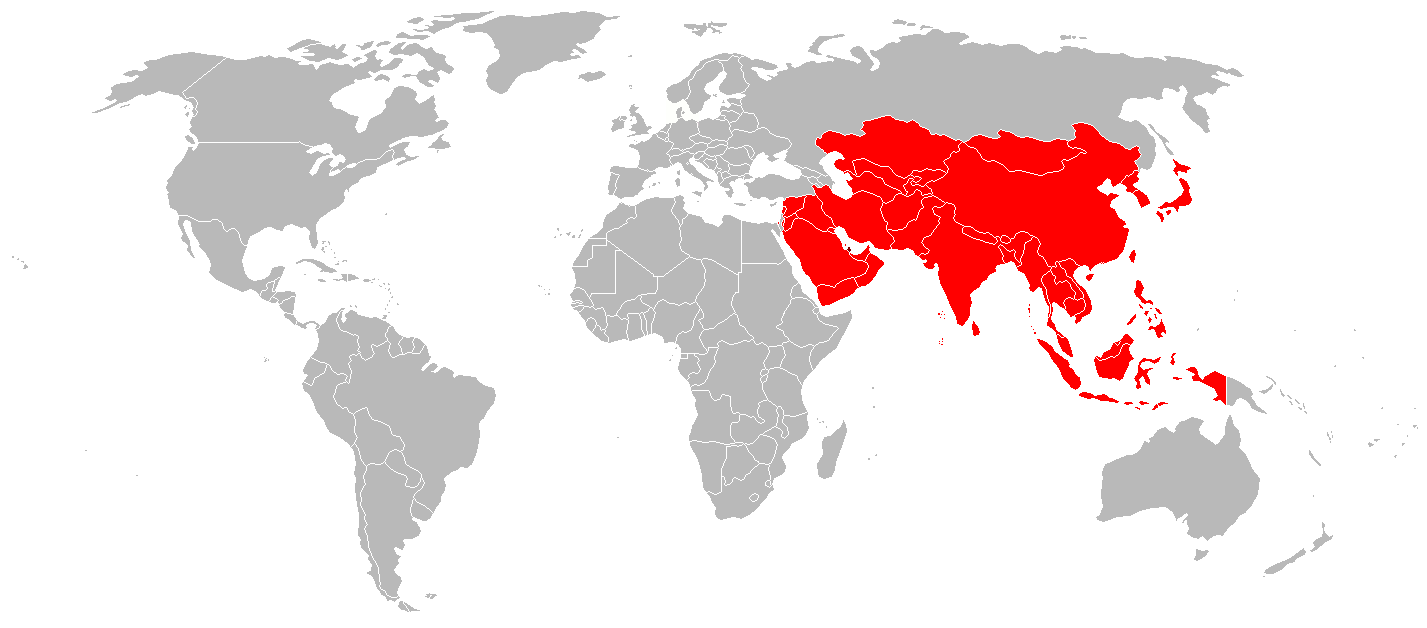
參與本屆亞運的國家或地區分佈圖

|  | - 阿富汗（47） - （122） - 不丹（21） - 巴林（228） - （8） - 柬埔寨（18） - 中國（647） - 中國香港（291） - 印度尼西亞（141） - 印度（729） - 伊朗（249） - 伊拉克（86） - 约旦（104） - 日本（631） - （338） | - （128） - （656） - 沙烏地阿拉伯（270） - 科威特（255） - （16） - 黎巴嫩（136） - 中國澳門（203） - 马来西亚（244） - 馬爾地夫（76） - 蒙古国（175） - 緬甸（40） - 尼泊尔（62） - 阿曼（115） - 巴基斯坦（318） - 菲律賓（232） | - 巴勒斯坦（99） - （164） - （359） - 新加坡（134） - 斯里蘭卡（305） - 叙利亚（156） - 泰國（378） - （109） - （73）1 - 东帝汶（17） - 中華臺北（391） - 阿联酋（221） - （452） - 越南（252） - 葉門（50） |

^  注解1：土庫曼本來會派出115位運動員出賽，但由於後來其足球隊被撤出代表團中，因此只有73位運動員參賽。 

## 吉祥物

吉祥物「奧利」

第15屆亞運會的吉祥物命名為「奥利」（ORRY），原型是卡塔爾的阿拉伯羚羊，這種羚羊曾一度出現絕種危機，但後來由動物組織再次引入，使得該羚羊得以保留。另外，「奧利」也同時象徵了和平、支持和享受這屆亞運的賽場。

## 會徽
第15屆亞運會會徽的顏色符合卡塔爾當地民俗，黃色代表沙漠中的月牙狀沙丘，藍色代表阿拉伯灣平靜的碧海，而太陽則取自於亞奧理事會的標誌，代表亞運會精神，即亞洲人民親如一家。而與上方的太陽標誌聯繫在一起同看，便是一名奔跑著的運動員形象，代表更高、更快、更強的奧林匹克精神。

## 獎牌
多哈亞運會的獎牌設計獨具匠心，一面為本屆亞運會的官方吉祥物「奧利(Orry)」高舉亞運會火距向前奔跑的圖案，另一面則是2006年多哈亞運會會徽嵌入「亞洲之日(Asian sun)」的圖案。在掛於獲獎運動員頸項上的暗紅色獎牌緞帶上，將繪有傳統的卡塔爾風格的圖案。
獎牌的正面圖案體現了亞運會與卡塔爾引以為豪的悠久歷史的完美結合，而獎牌的背面則著重強調卡塔爾與亞洲其它國家的緊密聯繫。獎牌上奧利手舉火炬所在的地方為卡塔爾重要的文化地標—祖巴拉(Zubara)堡壘。

## 火炬

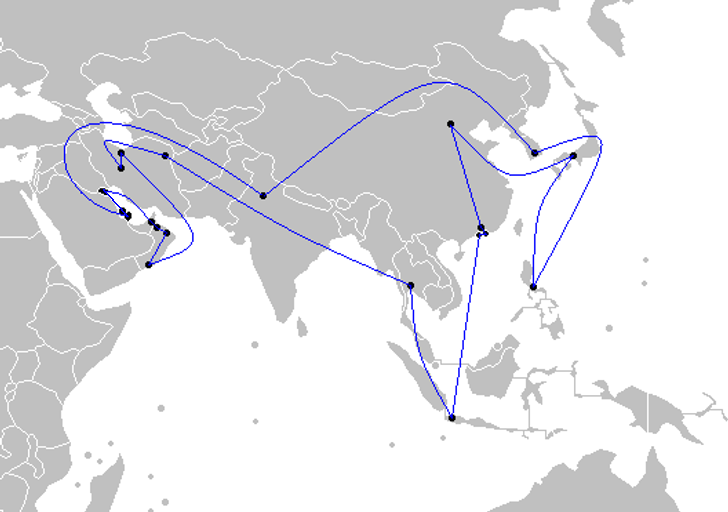
亞運火炬傳遞路線

第15屆亞運會火炬於2006年10月8日在多哈的高爾夫球俱樂部中由45名卡塔爾年輕人點燃，代表45個參賽今屆亞運的國家與地區。而該俱樂部則成為了聖火與火炬傳遞的起點。
當中不會熄滅的聖火在接下來的55天內，由「火炬傳遞大使」卡塔爾親王塔尼把火炬以專機護送，帶到亞洲15個國家以及地區，3500位火炬手會參與傳遞活動，帶出了和平與友誼的訊息，行程將達到50000公里，是亞運會有史以來最大規模的傳聖火活動。
而火炬傳遞的首站是印度的新德里，之後是的釜山、菲律賓的馬尼拉、日本的廣島以及中國等東亞、南亞和中東國家地區。而中國的广州、香港與澳門是首次在該地傳遞聖火。火炬最後會於12月1日到達亞運會的舉辦地——卡塔爾的哈里發體育場，象徵第15屆多哈亞運會正式開始。

## 開幕式

### 開場
開幕式於當地時間2006年12月1日晚上7:15舉行。該開幕式共分為多個部份。最先的是主辦國卡塔爾國王埃米爾抵達哈裡發體育場。之後，體育場變得一片黑暗，超過千名火炬手表演者排出阿拉伯語的問候語及其英譯（「願你得平安」）的字樣，表達卡塔爾人民的問候。

### 文藝表演

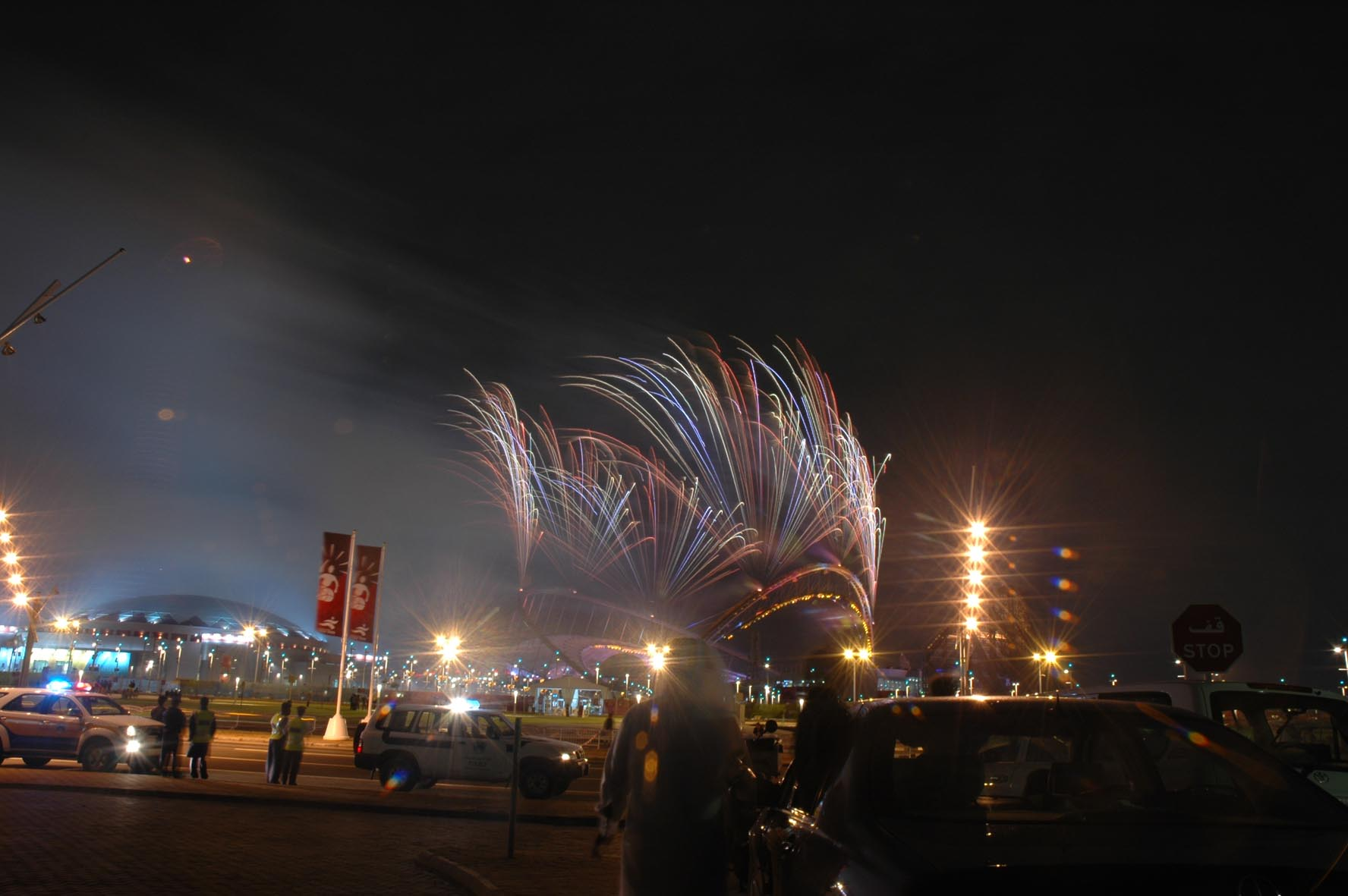
多哈亞運會附近的煙花

隨後是升旗儀式，卡塔爾國旗在童聲合唱國歌之下升起。儀式過後是文藝表演。
第一幕《生命之海》講述一名男孩的航海之旅，最後該各成長為成年人的男童得到了星盤，發現了通往亞洲的道路，整個表演流露出了阿拉伯的多個神話。
第二幕《亞洲奇蹟》是表現出多個亞洲國家的傳統文化，表演者在五幅紙質建築前，進行了京劇、泰國民族舞等，同時代表了亞洲六大地區的花車進場並停在場內地圖上的相應位置，展示著各地區不同的文化圖騰，象徵了絲綢之路匯通亞洲各國文化之意。
第三幕《祈求》是講述成年人的未婚妻出場，她在海邊帶領其他女演員為未婚夫唱起了祈禱的歌謠，保佑未婚夫平安無事的回家。
第四幕《貿易之船回家》是講述男主角出海後豐收回家，並和女主角在親人和64位亞洲朋友前穿起傳統的卡塔爾婚禮服裝舉行婚禮；其後一批騎馬的卡塔爾人民表演騎馬之術。
第五幕《明日的世界》是講述男主角已有了一位幾歲的孩子，主角把自己的故事告訴兒子，並把星盤交給他。天幕上顯現了多位阿拉伯的科學家，又在地面上也顯出他們的成就；最後發現了石油和天然氣，結了他們美好的未來，其後焰火四起，象徵了人類未來充滿希望。

### 運動員進場

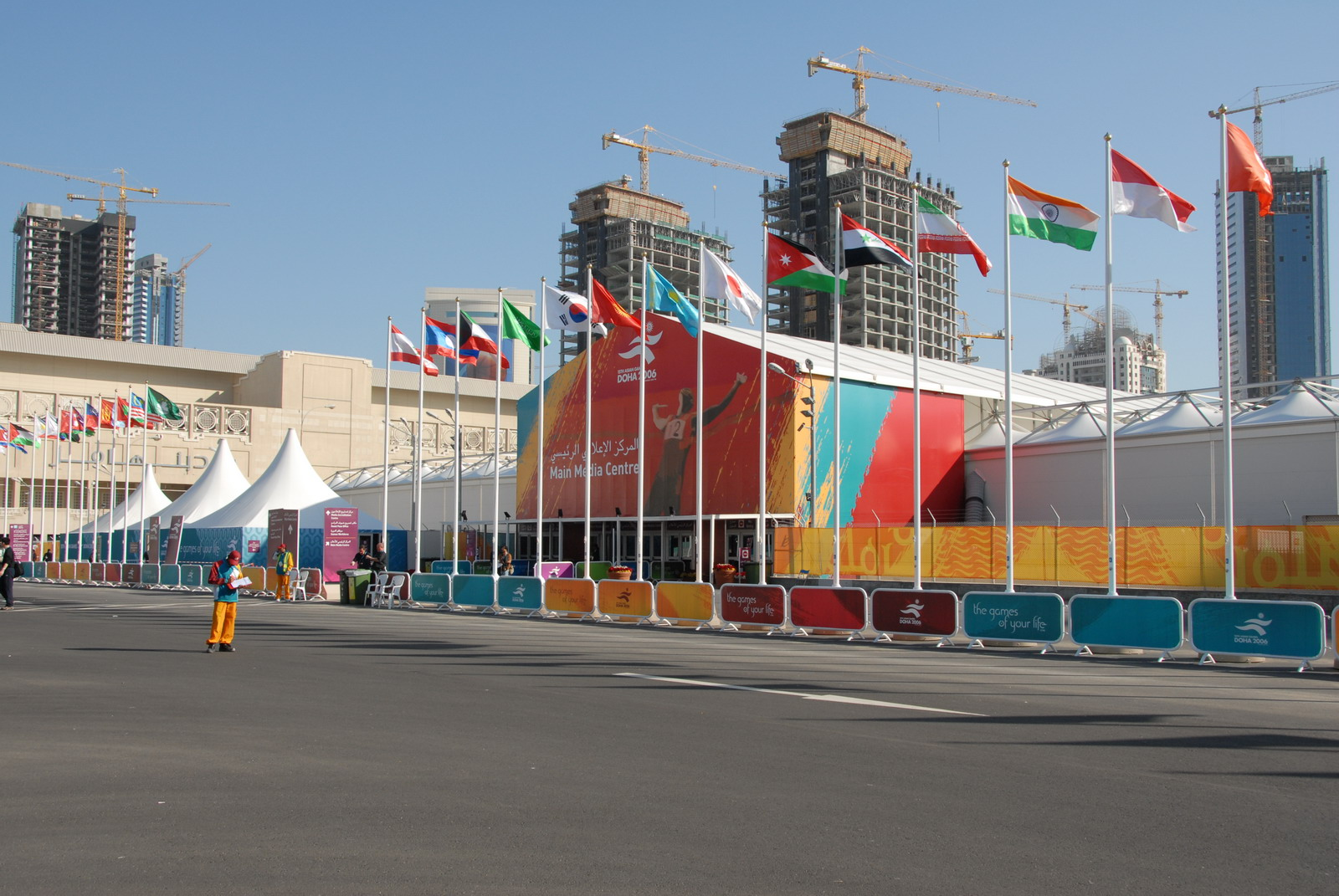
媒體中心外插滿各國國旗

文藝演出結束後，香港歌手張學友唱出了本屆亞運的主題曲《攜手同行》。之後，各國代表隊按國家或地區的英文名稱出場；最先的是阿富汗，旗手為男子籃球員阿格漢德·伊瓦爾；最後的是主辦國卡塔爾，旗手為手球運動員阿爾·薩德。另外，朝鮮半島南北兩國繼上屆亞運後，再次攜合入場。

### 聖火燃點
運動員進場後由印度女星演唱，及後分別由多哈亞運會組委會主席及亞奧理事會主席沙巴親王致辭，在卡塔爾國王宣佈第十五屆亞運會開幕後，隨即升起亞奧理事會會旗。卡塔爾排球運動員和足球裁判員分別代表全體運動員、裁判員宣誓。男高音卡雷拉斯與黎巴嫩歌手合唱後，聖火燃點，主辦國世界保齡球冠軍阿爾曼蘇裏把火炬傳送場館，五位卡塔爾運動員還繞一周傳遞聖火。
聖火環繞一周後，到達阿爾塔尼手中，他既是耐力賽馬術隊的隊長，也是卡塔爾王子。接過聖火後，阿爾塔尼騎著一匹馬沿高達317米的斜坡直上體育場看臺最上方，並把聖火點在巨大的星盤中，隨後星盤的火焰轉到天幕上，由天幕的「火焰」轉「射向」聖火塔上。
當聖火塔上的聖火點燃後，場內外發放達15噸煙花，代表展開為期15日的賽期。

### 開幕禮被指混亂
在開幕式後的翌日，香港代表團團長劉掌珠投訴多哈亞運會組委會。她表示，在開幕式前，當地下大雨令運動員全身濕透，她當時詢問組委會，組委會卻回答無任何辦法可以協助、且無任何解決方法。

## 賽事焦點
比賽日期以當地時間作準，當中內容的第一天是指比賽日的首天，而非開幕式。

### 開幕式前
- 足球：伊朗足球隊因國內政府干預伊朗足協活動而被國際足協制裁，退出本屆亞運男子足球比賽。但國際足協於11月27日與伊朗足協達成協議，暫緩國際足協對伊朗的國際禁賽令，可以出戰多哈亞運男子足球比賽，使得多哈亞組委11月26日的男子足球第二階段抽籤結果無效，需重新抽籤[9]。

### 第一天（12月2日）

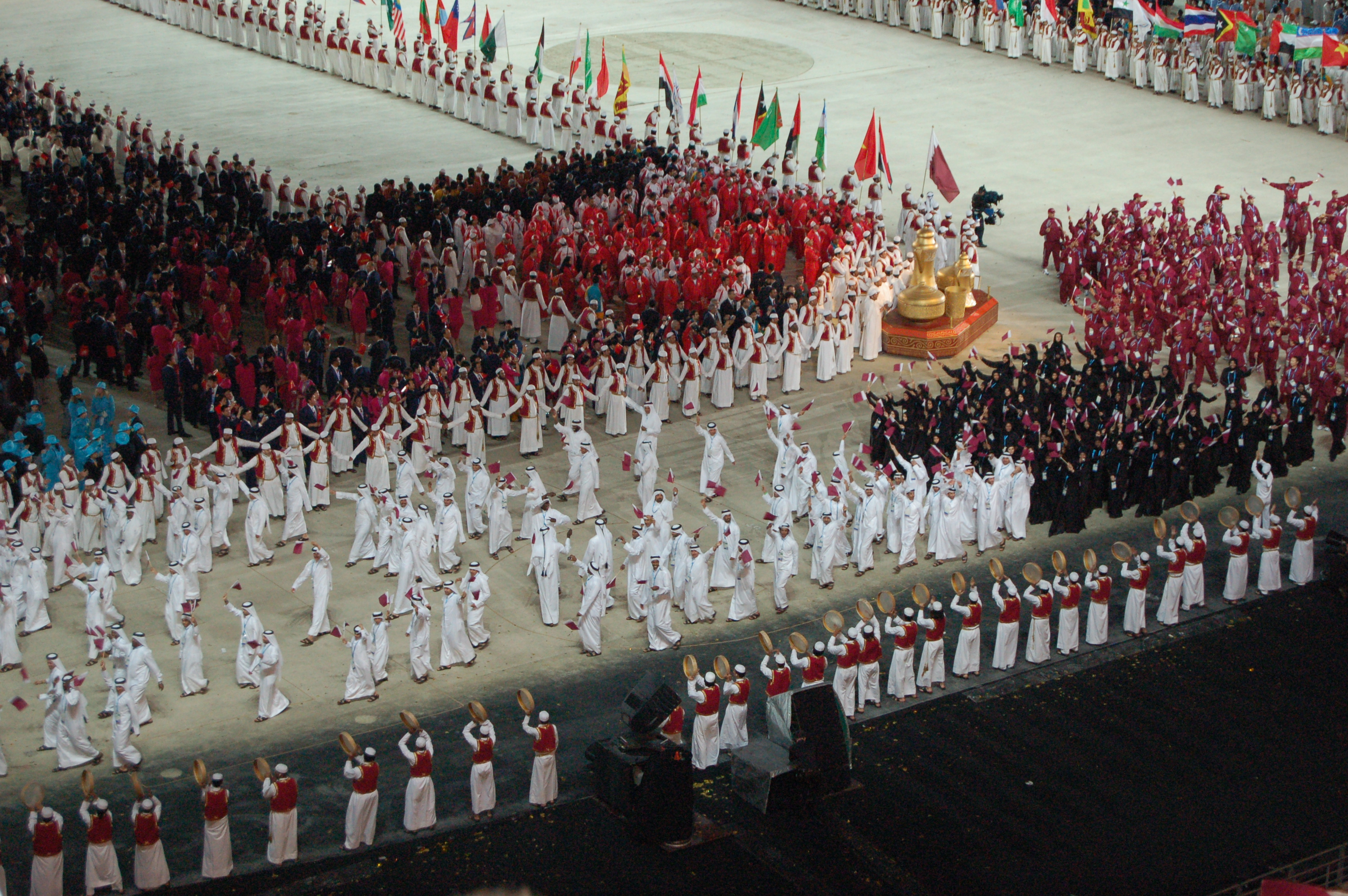
開幕式的遊行隊伍

- 開幕式：伊拉克在經過波斯灣戰爭和美伊戰爭等戰亂後，二十年來首次派運動員參加亞運會。
- 乒乓球：澳門在男子團體賽小項對越南的賽事中，由於當中有運動員的球拍膠水超出國際規定的水平而被取消比賽資格[10]。後來澳門提出申訴，最後允許他們派其他球員上場替代之前犯規的梁建華，但只限男雙和混雙比賽，男單卻不得替代[11]。
- 射擊：經多次改變後，男子團體氣步槍小項取代女子團體飛碟多向小項，成為出現本屆亞運的首面金牌的賽事[12]。最終金牌由劉天佑、朱啟南和李杰組成的中國队以1786環的成績奪得，成為本屆亞運的首面金牌得主[13]。
- 柔道：南韓男子運動員鄭桑豪在男子100公斤級小項中擊敗日本運動員，為南韓在本屆亞運中奪得第一金。
- 舉重：香港女子運動員偉麗在女子53公斤級小項中為香港取得本屆亞運的首面獎牌—銅牌。

### 第二天（12月3日）
- 棒球：南韓以7:10不敵日本，繼之前被中華台北擊敗後再失一場，無望蟬聯金牌[14]。
- 射擊：科威特男子運動員梅克拉德以133中贏得該國在是屆亞運中的首面金牌。
- 自行車：香港黃金寶在男子公路賽小項中為香港奪得本屆亞運的第一面金牌。
- 游泳：卡達女子運動員阿米娜·法克羅於女子100米蝶泳中出賽，是該國首位參與亞運游泳項目的女子運動員。結果她於預賽中以1分17秒54排行最後一名[15]。
- 游泳：哈薩克波爾亞科夫在男子50米蛙游擊敗日本的北島康介，贏得金牌。
- 軟式網球：南韓在女子團體賽小項中以比分2:1擊敗日本，奪得第4面金牌。
- 游泳：日本的山本貴司和另一位隊友在男子100米碟泳中贏得金牌和銅牌各一面。

### 第三天（12月4日）
- 保齡球：谢美兰在女子個人六局賽小項中以1,444分打破了亞運紀錄，並且為馬來西亞奪得本屆亞運的首面金牌。
- 舉重：泰國女子運動員帕維娜於女子63公斤級小項決賽中的打破世界紀錄。
- 馬術：南韓奪得盛裝舞步團體賽小項的金牌。
- 射擊：卡達女子團體移動靶隊為國家取得本屆亞運的首面獎牌[16]。
- 柔道：蒙古男子運動員哈斯巴塔爾在男子66公斤級小項中贏得冠軍。

### 第四天（12月5日）
- 國際象棋：印度女將科内鲁以9戰8勝1負的成績奪得女子小項的金牌。
- 射擊：中國在一天內連續奪得八面射擊专项金牌。
- 舉重：伊拉克的哈林·阿里在男子77公斤級小項中以總成績341公斤獲得銅牌，是伊拉克在闊別亞運20年後的第一面獎牌。阿里的教練巴沙表示會把獎牌獻給全國人民，化解國內不同派別的爭鬥[17]。
- 羽毛球：日本在女子團體小項的4強中擊敗新加坡，時隔5屆亞運後再度晉身決賽[18]。
- 游泳：男子50米自由游小項的金牌由敘利亞的阿爾馬斯瑞贏得，是該國中第一面的亞運會金牌[19]。
- 保齡球：沙烏地阿拉伯組合贏得男子雙人賽小項的金牌，是他們於本屆亞運的首金。

### 第五天（12月6日）
- 舉重：中國的穆爽爽在女子75公斤級小項中打破了世界、亞洲和亞運紀錄。
- 軟式網球：中華民國的江婉綺在女子單打決賽中，以四比一的局數擊敗中國的蔣婷，拿下中華民國的本屆亞運會第一面金牌。
- 體操：中國張楠在女子平衡木小項中以15.000分奪金，是中國於歷屆亞運中取得第100面體操項目內的金牌。[20]
- ：2004年雅典奧運亞軍中國香港組合高禮澤、李靜在男雙決賽中以總比分4:2擊敗2004年雅典奧運冠軍中國組合馬琳、陳玘奪得金牌。
- 體操：馬來西亞的黄偉威在男子跳馬小項中取得銀牌，為馬國獲得亞運中的首面體操項目的獎牌[21]。
- 足球：男子足球八強賽，2:1淘汰奪金大熱之一的日本。
- 舉重：敘利亞的艾德在男子105公斤級小項中奪金，是該國於本屆亞運的第一金。
- 卡巴迪：連續4屆取得該項目冠軍的印度在今屆亞運中以以35:23擊敗巴基斯坦，再度蟬聯。[22]
- 乒乓球：中國的王皓在男子單人的半決賽中成功擊敗於2004年雅典奧運男單決賽擊敗過他的南韓運動員柳承敏進入決賽。

### 第六天（12月7日）
- 田徑：男子20公里競走中，中國的韓玉成奪金、南韓的金炫燮與日本的森冈一朗取得銀牌和銅牌，是首三位於本屆亞運取得田徑項目獎牌的運動員。[23]
- 棒球：中華台北與日本皆以全勝之姿互相對賽，比賽高潮迭起，七局下中華台北逆轉，八局上日本又逆轉，最後是中華台北在九局下以林智勝的再見安打再度逆轉，奪得金牌。
- 軟式網球：中華台北的王俊彦在男單中奪金，替中華台北取得第三金。
- 跆拳道：尼泊爾憑女子運動員沙希在女子63公斤小項擊敗對手奪得國家中第一面的亞運獎牌[24]。

### 第七天（12月8日）
- 軟式網球：日本囊括了該項目的女雙的金、銀牌。
- 馬術：東道主卡達在三日賽小項中奪得金牌，是他們於歷屆亞運的第15面金牌，也是他們於本屆亞運的首面金牌[25]。
- 花样游泳：蔣文文和蔣婷婷孪生姊妹在雙人小項中以0.083分的微弱優勢壓過傳統勁旅日本奪金，是中國於亞運中的首面花樣游泳专项的金牌[26]。
- 健美：澳門的鐘家立在男子65公斤級小項中取得銅牌，是他們於亞運的首面獎牌[27]。
- 健美：阿拉伯聯合大公國阿卜杜拉·扎哈米於65公斤級以下小項中奪冠，是酋長國於亞運的首金，以往他們最好的成績是銀牌[28]。
- 田徑：尼迪雲顛臣在男子鏈球小項中以74.43米的成績為塔吉克奪得本屆亞運的第一面金牌。
- 跆拳道：阿富汗的艾買在男子72公斤小項中取得一面銅牌，是該國於本屆亞運的第一面獎牌。
- 跆拳道：伊斯蘭在男子54公斤級小項中以1:0擊敗泰國的對手，為約旦在獎牌榜上增加一金。

### 第八天（12月9日）
- 田徑：沙烏地阿拉伯的兩位男子運動員包辦了跳遠的金牌和銅牌。
- 田徑：男、女子100米飛人產生，烏茲別克的古西路成女飛人，而沙烏地阿拉伯的葉海亞·哈桑·I·哈比卜成男飛人[29][30]。
- 花样游泳：中國以總成績96.584分再奪團體小項的金牌，成為中國於本屆亞運的第100面金牌的進帳[31]。
- 足球：男子足球的四強名單誕生：南韓與卡達都以3：0淘汰對手晉級、伊拉克以2：1險勝烏茲別克，而伊朗和中國在加時後依言和2：2，最終在互射点球中，伊朗以8：7勝出，晉身4強。[32]
- 羽毛球：香港王晨、葉佩延在女子單打項目中包辦金、銀牌，是中國香港首次於大型國際性比賽中能包辦金、銀牌的賽事。

### 第九天（12月10日）
- 曲棍球：男子曲棍球分組賽中，葉門因在五分鐘內連失兩球，因此沉不著氣而與孟加拉的球員發生肢体衝突，形成打鬥[33]
- 田徑：卡達的沙米折桂於男子馬拉松小項中以2小時12分44秒的時間奪得金牌。
- 藤球：男、女子團體決賽，泰國奪得當中的兩面金牌。他們的對手分別為越南和馬來西亞。

### 第十天（12月11日）
- 高爾夫球：柳素妍和金泰光分別於男、女子賽中奪得金牌，為南韓增加2面金牌的進帳。另外，該項目的男、女團小項也由他們所包辦。
- 射箭：南韓的朴成賢在女子個人賽小項贏得金牌，是韩国首位囊括世錦賽、亞錦賽、奧運、亞運與全國賽個人賽冠軍的箭手[34]。
- 橄榄球：七人際小項決賽，日本後來居上，反勝南韓27:26，奪得金牌[35]。
- 帆船：香港於該項目贏得1金2銀，獎牌數目增至5金、9銀、5銅，打破了他們於亞運中的最佳成績[36]。

### 第十一天（12月12日）
- 帆船：年僅15歲的中國運動員倪韋於男子OP級小項中奪得金牌。
- 田径：中國的刘翔在男子110米栏决赛中以13秒15夺冠，这个成绩还打破了刘翔自己保持的13秒27的亚运会纪录。另外一名中国选手史冬鹏以13秒28的个人最好成绩获得亚军。[37]。
- 足球：男子足球四強賽，南韓爆冷以0:1不敵伊拉克，而東道主卡達則贏伊朗，雙雙晉身決賽。
- 田徑：沙烏地阿拉伯以3分05秒31奪得男子4×400米小項的金牌。
- 空手道：首日的空手道項目賽事中，起源國日本在六面金牌中取得三面，其除三面由中華台北、伊朗和越南分得[38]。

### 第十二天（12月13日）
- 網球：女單決賽，中國的鄭潔以2:1（6:4，1:6，6:1）戰勝印度的米爾扎。
- 拳擊：本屆亞運的首面拳擊金牌頒發，結果2004年雅典奧運拳擊項目的銅牌得主鄒市明以21:1大勝泰國的柏倫而奪得，當中只用了3分36秒[39][40]。
- 射箭：南韓在女子團體小項決賽中以六環之差擊敗中國，奪得金牌。而男團小項決賽中，南韓以4環險勝中華台北，再奪金牌。
- 藤球：越南於女子雙人賽小項決賽以局分2:0取勝，奪得他們在本屆亞運的第3面金牌。
- 網球：男雙決賽由印度佩斯、布帕蒂組合對泰國的拉提瓦塔納兄弟，最終前者以比分5:7、7:6、6:3勝出，奪得金牌。
- 曲棍球：於2006年世界女子曲棍球盃排名第五的日本以0:1不敵於世錦賽得第10的中國，後者奪得金牌。
- 足球：女足決賽，朝鮮在加時後與日本握手言和，在互射点球中以4:2成功掄元。
- 武術：葉門的吳拉於本屆亞運的最後三天中於男子52公斤級散打中獲得銅牌，為該國取得第一面獎牌。

### 第十三天（12月14日）
- 壘球：2006年世界女子壘球錦標賽的亚軍得主日本以7:0大勝中華台北，贏得金牌。
- 武術：澳門的賈瑞和韓靜取得兩銅，令中國澳門的銅牌進帳增添至3面。
- 馬術：經過半日的團體和個人耐力賽，金牌由阿拉伯聯合大公國所取。
- 武術：男子52公斤級散打決賽中，菲律賓擊敗對手，成為武術項目中唯一一位非中國國籍的金牌得主[41]。
- 水球：日本在男子水球小項決賽中以9:10不敵中國，使後者奪得金牌。
- 國際象棋：團體小項結束，最終印度以最佳的成績排名第一，奪得金牌。
- 手球：科威特在男子手球決賽中，以27:24險勝東道主卡達，再奪金牌；而5屆冠軍得主南韓在銅牌賽中卻不敵伊朗，只得第四名[42]。
- 跳水：當女子個人10米高台小項結束後，本屆亞運的跳水項目也同時完滿，中國取得當中所有的金牌和3分5的銀牌[43]。
- 網球：本屆亞運會網球男單頭號種子球手南韓的李亨澤以7:5、6:3不敵泰國三號種子選手丹尼尤達。澳洲網球公開賽及溫布頓網球公開賽雙料冠軍組合中國鄭潔、晏紫擊敗中華台北詹詠然、莊佳容奪得女雙金牌，其中鄭潔更包辦網球女單金牌。
- 壁球：世界排名第1的馬來西亞球手在女子小項決賽中以3:0戰勝中國香港的趙詠賢，奪得闊別兩屆的亞運金牌[44]。
- 排球：男排決賽，南韓以局分3:1（25:18、22:25、25:18、25:16）戰勝中國，奪得第58面的金牌。
- 籃球：中國在女子籃球小項的決賽以31分的距離戰勝中華台北，6次晉身決賽中第4次奪冠[45]。

### 第十四天（12月15日）
- 籃球：中國以59:44擊敗卡達，再奪男子籃球金牌。
- 足球：東道主卡達以1:0擊敗伊拉克勇奪男子足球金牌。

## 禁藥及其他醜聞
- 舉重：缅甸的女子運動員丹枝枝在12月2日舉行的女子48公斤級小項中發現了尿液樣本中出現了違禁藥物利尿磺胺成分，因而取代了她在該小項第4位的成績。是亞運中第一個因禁藥問題而被取消成績的運動員[46]。
- 舉重：缅甸的妙·珊達被發現於12月5日的女子75公斤級小項的賽事中使用了有助肌肉生長的合成代謝類藥物，故此之前所取得的銀牌被剝削，現時的銀牌由南韓的金順義取得，銅牌得主為原來第4的印度尼西亞運動員達爾馬里阿尼[47]。
- 舉重：禁藥問題再次出現，烏茲別克的男、女子運動員亞力山大·乌里诺夫和埃尔米拉·拉米勒娃分別於男子105公斤級及女子69公斤級小項中的所提交的尿液樣本中發現了合成類固醇與大麻素。兩人的成績會被取消。[48]。
- 健美：伊拉克的范拉沙在參與該項目後幾天於多哈國際機場離境時發現持有大量的禁藥。儘管他在奪得金牌後沒有被發現使用禁藥，但他的資格也被取消[49]。
- 田徑：亞運結束後5天，獲得女子800米小項的銀牌得主—印度的松達拉賈恩因未能通過性別檢測，被剝奪其銀牌[50]。

## 本屆亞運之最
- 最後一屆亞運使用亞奧理事會的第一代會徽。
- 主場館的大型天幕是為全球最大天幕。
- 歷屆最多項目的一屆亞運，有423項項目，合共產生了2,927面獎牌[51]。
- 15,000名志願工作者。
- 出售了1,400,400張門票；最便宜的門票只是5里亚尔；最貴門票為650里亚尔[52]。
- 總投資28億美元，為全球首個最豪華的運動會。
- 2,500隻吉祥物。
- 7,000面運動會會旗；另外組委會特別為奪金的運動員製造一面旗幟，在選手村內飄揚，是全球的運動會首創。
- 28個場館，其中25個為新建場館。
- 100,000枚。
- 11,500,000瓶礦泉水。
- 約旦女子足球隊為歷屆亞運中首支的阿拉伯女子國家足球隊[53]。
- 首次於歐洲直播的亞運[54]。
- 亞運首金是由中國的陳麗、王玉錦和朱美12月2日舉行的女子多向飛碟團體小項中奪得。
- 最後一面金牌得主為東道主卡達的男子足球隊，他們在決賽中以1:0小勝伊拉克勝出。
- 印度運動員桑德拉賈因賽後未能作出性別測試，被剝奪女子800米銀牌。

## 本屆亞運資料統計
- 合共45個國家或地區參與。
- 當中有38個參與國家或地區取得獎牌。
- 尼泊爾贏得自他們參與亞運以來的第一面獎牌。
- 伊拉克於男子舉重77公斤級小項中奪金，為奪得參與亞運以來的第一金。
- 七個國家或地區「空手而回」，沒有取得任何獎牌。
- 開幕式共動用了6,000名的演員[55]。
- 據估計，開幕式有可能消耗了達兩億美元，被傳媒形容成「全球最貴的開幕式」[56][57]。
- 本屆亞運於保安上投放了約兩億美元[58]。

## 閉幕式
閉幕式於2006年12月15日當地時間的晚上8时進行，以修改過的「一千零一夜」作為表演的主題，當中分為多個小節。

### 開場與文藝表演
當卡達國王阿爾薩尼到場後，閉幕典禮正式開始，廣州交響樂團與多名的阿拉伯人奏起卡塔爾國歌。隨後是文藝表演，主角依是開幕式時的男孩，他這次扮演阿拉丁一角。他從左右的手中拿起了之前的星盤，飛毯把他帶到阿拉伯的沙漠中。
在這沙漠中，阿拉丁看到一支商旅。隨後，奏起「天方夜譚」，男孩把大型「圖書」翻開，正式的演繹出幾個一千零一夜中的故事。首個故事是阿里巴巴與四十大盜；巴格達國王拉希德蘇醒過來，拉薩德公主向國王講述故事。途中，大盜內的首領騎所馬匹衝入場內，高呼「芝麻開門」。辛巴達的四艘船從天而降，船上的水手去抵抗多名的盜賊。
「圖書」被翻至另一頁，書中顯示著阿拉丁與神燈的故事：阿拉丁得到了神燈，擦了一擦，機器的燈神從場館的中心出現，同時煙火也從場館的頂部發出。音樂的節奏變動，阿拉丁把衣帽交給了拉希德和阿里巴巴，並把劍交給了辛巴達，化解了大盜與水手間的爭鬥。場館此時放射出光芒，拉薩德公主各男孩在新月上揮手離去，文藝表演隨之結束。

### 運動員入場與主席講話
隨後運動員入場，象徵著亞洲大家庭的聚會。之後是頒發最有價值運動員的獎項，結果由韓國游泳選手朴泰桓奪得。
接着由多哈亞運籌委會主席及亞奧理事會主席致閉幕詞，亞奧理事會主席在致詞後，頒發「感謝金牌」給該組委會主席。

### 進入廣州周期
最後是亞洲運動會會旗交接儀式，中國國家體育總局局長劉鵬和廣州市市長張廣寧從亞奧理事會主席接取亞運會火炬、亞運會會旗及亞奧理事會會旗。隨即由下屆東道主中國廣州主演十分鐘的文藝表演。表演名為「東方神韵」，當中包括了由書法家慎召民拿著30公斤重的大毛筆，寫出了「和諧亞洲」四個漢字，特顯出亞運的主旨。同時，又表演了中國南方的舞蹈、音樂和武術。隨後，中國年青歌唱家譚晶放歌《中國之約》，以表示廣州歡迎大家來臨之意，文藝表演也同時終止。
閉幕儀式最後以香港歌手張學友的大會主題曲伴唱下發放壯麗的煙火作結束，標誌著為期十五天的多哈亞運會正式圓滿落幕，進入廣州亞運周期。

## 紀錄

### 平紀錄

#### 世界紀錄
| 日期    | 專項 | 專項                     | 運動員      | 國籍 | 成績   |
| ------- | ---- | ------------------------ | ----------- | ---- | ------ |
| 12月3日 | 射擊 | 女子團體10米氣步槍       |             | 中国 | 1161環 |
| 12月8日 | 射擊 | 男子個人25米中心發火手槍 | 杰斯帕·拉纳 | 印度 | 590環  |

#### 亞洲紀錄
| 日期    | 專項 | 專項                     | 運動員      | 國籍 | 成績   |
| ------- | ---- | ------------------------ | ----------- | ---- | ------ |
| 12月3日 | 射擊 | 女子團體10米氣步槍       |             | 中国 | 1161環 |
| 12月8日 | 射擊 | 男子個人25米中心發火手槍 | 杰斯帕·拉纳 | 印度 | 590環  |

#### 亞運紀錄
| 日期    | 專項 | 專項                     | 運動員      | 國籍 | 成績    |
| ------- | ---- | ------------------------ | ----------- | ---- | ------- |
| 12月2日 | 射擊 | 男子10米氣步槍           | 劉天佑      | 中国 | 700.8環 |
| 12月3日 | 射擊 | 女子團體10米氣步槍       |             | 中国 | 1161環  |
| 12月8日 | 射擊 | 男子個人25米中心發火手槍 | 杰斯帕·拉纳 | 印度 | 590環   |

### 破紀錄

#### 世界紀錄
| 日期    | 專項 | 專項             | 運動員 | 國籍 | 成績               |
| ------- | ---- | ---------------- | ------ | ---- | ------------------ |
| 12月3日 | 舉重 | 女子58公斤級抓舉 | 陳艷青 | 中国 | 111公斤（110公斤） |
| 12月3日 | 舉重 | 女子58公斤級挺舉 | 陳艷青 | 中国 | 140公斤            |
| 12月3日 | 舉重 | 女子58公斤級     | 陳艷青 | 中国 | 251公斤            |
| 12月4日 | 舉重 | 女子63公斤級挺舉 | 帕維納 | 泰國 | 142公斤（141公斤） |
| 12月6日 | 舉重 | 女子75公斤級抓舉 | 穆爽爽 | 中国 | 139公斤            |

#### 亞洲紀錄
| 日期     | 專項   | 專項                    | 運動員 | 國籍       | 成績               |
| -------- | ------ | ----------------------- | ------ | ---------- | ------------------ |
| 12月3日  | 舉重   | 女子58公斤級抓舉        | 陳艷青 | 中国       | 111公斤（110公斤） |
| 12月3日  | 舉重   | 女子58公斤級挺舉        | 陳艷青 | 中国       | 140公斤            |
| 12月3日  | 舉重   | 女子58公斤級            | 陳艷青 | 中国       | 251公斤            |
| 12月3日  | 射擊   | 女子個人10米氣步槍      | 陶璐娜 | 中国       | 391環              |
| 12月3日  | 射擊   | 女子團體10米氣步槍      |        | 中国       | 1161環             |
| 12月4日  | 舉重   | 女子63公斤級挺舉        | 帕維納 | 泰國       | 142公斤（141公斤） |
| 12月4日  | 游泳   | 男子200米自由游         | 朴泰桓 |            | 1分47秒12          |
| 12月5日  | 射擊   | 男子團體雙多向飛靶      |        | 中国       | 424環              |
| 12月7日  | 游泳   | 男子1500米自由游        | 朴泰桓 |            | 14分55秒03         |
| 12月5日  | 保齡球 | 男子單人總分            | 拉利桑 | 印度尼西亞 | 1442分（1408分）   |
| 12月5日  | 保齡球 | 男子單人單局分          | 拉利桑 | 印度尼西亞 | 299分（290分）     |
| 12月5日  | 游泳   | 男子4×100米自由泳       |        | 日本       | 3分18秒95          |
| 12月6日  | 舉重   | 女子75公斤級抓舉        | 穆爽爽 | 中国       | 139公斤            |
| 12月6日  | 舉重   | 男子94公斤級            | 伊林   |            | 226公斤            |
| 12月6日  | 游泳   | 男子100米自由泳         | 陳祚   | 中国       | 49秒06（49秒56）   |
| 12月7日  | 射擊   | 女子團體飛碟            |        | 中国       | 207環              |
| 12月7日  | 射擊   | 男子團體飛碟            |        |            | 361環              |
| 12月8日  | 田徑   | 女子鏈球                | 張文秀 | 中国       | 74米15（75米24）   |
| 12月12日 | 自行車 | 男子團體4公里場地追逐賽 |        |            | 4分12秒746         |
| 12月13日 | 射箭   | 女子團體                |        |            | 426環              |
| 12月13日 | 射箭   | 男子團體                |        |            | 225環              |

#### 亞運紀錄
| 日期     | 專項   | 專項                    | 運動員 | 國籍       | 成績               |
| -------- | ------ | ----------------------- | ------ | ---------- | ------------------ |
| 12月3日  | 舉重   | 女子58公斤級抓舉        | 陳艷青 | 中国       | 111公斤（110公斤） |
| 12月3日  | 舉重   | 女子58公斤級挺舉        | 陳艷青 | 中国       | 140公斤            |
| 12月3日  | 舉重   | 女子58公斤級            | 陳艷青 | 中国       | 251公斤            |
| 12月3日  | 保齡球 | 女子個人6局賽           | 谢美兰 | 马来西亚   | 1444分             |
| 12月4日  | 舉重   | 女子63公斤級挺舉        | 帕維納 | 泰國       | 142公斤（141公斤） |
| 12月4日  | 游泳   | 男子200米自由游         | 朴泰桓 |            | 1分47秒12          |
| 12月7日  | 游泳   | 男子1500米自由游        | 朴泰桓 |            | 14分55秒03         |
| 12月5日  | 保齡球 | 男子單人總分            | 拉利桑 | 印度尼西亞 | 1442分（1408分）   |
| 12月5日  | 保齡球 | 男子單人單局分          | 拉利桑 | 印度尼西亞 | 299分（290分）     |
| 12月6日  | 舉重   | 女子75公斤級抓舉        | 穆爽爽 | 中国       | 139公斤            |
| 12月6日  | 舉重   | 男子94公斤級            | 伊林   |            | 226公斤            |
| 12月6日  | 游泳   | 男子100米自由泳         | 陳祚   | 中国       | 49秒06（49秒56）   |
| 12月7日  | 射擊   | 女子團體飛碟            |        | 中国       | 207環              |
| 12月7日  | 射擊   | 男子團體飛碟            |        |            | 361環              |
| 12月8日  | 田徑   | 女子鏈球                | 張文秀 | 中国       | 74米15（75米24）   |
| 12月10日 | 自行車 | 男子爭先賽小項          | 伍安臨 | 马来西亚   | 10秒537            |
| 12月12日 | 田徑   | 男子110米跨欄           | 劉翔   | 中国       | 13秒15             |
| 12月12日 | 自行車 | 男子團體4公里場地追逐賽 |        |            | 4分12秒746         |
| 12月13日 | 射箭   | 女子團體                |        |            | 426環              |
| 12月13日 | 射箭   | 男子團體                |        |            | 225環              |

## 意外事故
- 12月3日晚上，一名来自印度的女性在一起交通事故中丧生。[75]
- 12月4日，中國选手欧阳晓芳在进行女子举重63公斤级挺举比赛时出现意外，槓鈴砸中其右腿，导致她右膝关节十字韧带和内侧副韧带断裂，随即送医。最终她以247公斤的总成绩获得亚军。有报道称欧阳晓芳的教练因不懂赛场上当值裁判官员的英语而导致误会。[76]
- 泰國的拳擊選手普拉萨丁菲迈在12月5日的男子75公斤級的初賽中因被對手擊中眼部而受傷退出比賽。[77]
- 南韓马术选手金亨七在12月7日进行马术越野赛中翻越障碍时落马，被马匹压中颈部，送往医院后不治身亡。成為舉辦亞運會以來首名在賽事中去世的運動員。事后亞奧理事會向金亨七授予一面纪念性的亚运金牌及於阿斯拜尔综合馆区域设立纪念碑，以示哀悼，並於12月13日安葬於韓國的首爾國家公墓的忠魂堂，是第4位安葬於該公墓的運動員。[78][79][80][81]

## 獎牌榜
| 排名  | 国家／地区   | 金牌 | 银牌 | 铜牌 | 總數 |
| ----- | ------------ | ---- | ---- | ---- | ---- |
| 1     | 中国         | 165  | 88   | 63   | 316  |
| 2     |              | 58   | 53   | 82   | 193  |
| 3     | 日本         | 50   | 71   | 78   | 199  |
| 4     |              | 23   | 19   | 43   | 85   |
| 5     | 泰國         | 13   | 15   | 26   | 54   |
| 6     | 伊朗         | 11   | 15   | 22   | 48   |
| 7     |              | 11   | 14   | 14   | 39   |
| 8     | 印度         | 10   | 18   | 26   | 54   |
| 9     |              | 9    | 12   | 11   | 32   |
| 10    | 中華臺北     | 9    | 10   | 27   | 46   |
| 11    | 马来西亚     | 8    | 17   | 17   | 42   |
| 12    | 新加坡       | 8    | 7    | 12   | 27   |
| 13    | 沙烏地阿拉伯 | 8    | 0    | 6    | 14   |
| 14    | 巴林         | 7    | 10   | 4    | 21   |
| 15    | 中國香港     | 6    | 12   | 10   | 28   |
| 16    |              | 6    | 9    | 16   | 31   |
| 17    | 科威特       | 6    | 5    | 2    | 13   |
| 18    | 菲律賓       | 4    | 6    | 9    | 19   |
| 19    | 越南         | 3    | 13   | 7    | 23   |
| 20    | 阿联酋       | 3    | 4    | 3    | 10   |
| 21    | 蒙古国       | 2    | 5    | 8    | 15   |
| 22    | 印度尼西亞   | 2    | 3    | 15   | 20   |
| 23    | 叙利亚       | 2    | 1    | 3    | 6    |
| 24    |              | 2    | 0    | 2    | 4    |
| 25    | 约旦         | 1    | 3    | 4    | 8    |
| 26    | 黎巴嫩       | 1    | 0    | 2    | 3    |
| 27    | 緬甸         | 0    | 4    | 7    | 11   |
| 28    |              | 0    | 2    | 6    | 8    |
| 29    | 伊拉克       | 0    | 2    | 1    | 3    |
| 30    | 澳門         | 0    | 1    | 6    | 7    |
| 31    | 巴基斯坦     | 0    | 1    | 3    | 4    |
| 32    | 斯里蘭卡     | 0    | 1    | 2    | 3    |
| 33    |              | 0    | 1    | 0    | 1    |
| 33    |              | 0    | 1    | 0    | 1    |
| 35    | 尼泊尔       | 0    | 0    | 3    | 3    |
| 36    | 阿富汗       | 0    | 0    | 1    | 1    |
| 36    |              | 0    | 0    | 1    | 1    |
| 36    | 葉門         | 0    | 0    | 1    | 1    |
| 總 計 | 總 計        | 428  | 423  | 542  | 1393 |

本屆亞運原定會頒發金牌和銀牌各423面及542面銅牌，由於如體操、游泳等項目出現「雙冠軍」，甚至是「三冠軍」的情况，因此金牌比銀牌的數目多5面。

## 外部連結
- 专题报道：
  - 中国大陆：新浪（页面存档备份，存于）、Yahoo!、Tom、搜狐（页面存档备份，存于）、网易（页面存档备份，存于）、腾讯（页面存档备份，存于）、21cn、新华网（页面存档备份，存于）、中国网（页面存档备份，存于）
  - 台湾：Yahoo!奇摩[]
  - 香港：香港電台（页面存档备份，存于）